# Mimika
Mimika označava pokretanje tijela i pokreta mišića lica kao izraz osjećaja mentalnog stanja ili raspoloženja. 
Riječ mimika je nastala od starogrčke μιμκoς  (mimikos) u smislu "izrazili su pokreti (posebno lice). Mimika se uglavnom događa nesvjesno, ali se također može kontrolirati. 
Pantomima se sastoji od mimike i gestike.